# رؤیای آمریکایی (فیلم)
«رؤیای آمریکایی» (انگلیسی: American Dream (film)) فیلمی در ژانر مستند است که در سال ۱۹۹۰ منتشر شد.